# Ophiomyia phaseoli
Ophiomyia phaseoli este o specie de muște din genul Ophiomyia, familia Agromyzidae. A fost descrisă pentru prima dată de Tryon în anul 1951.
Este endemică în Rwanda. Conform Catalogue of Life specia Ophiomyia phaseoli nu are subspecii cunoscute.